# Gare d'Orio
La gare d'Orio (折尾駅, Orio-eki) est une gare ferroviaire de la ville de Kitakyūshū, dans la préfecture de Fukuoka au Japon. Elle est exploitée par la compagnie JR Kyushu.

## Situation ferroviaire
La gare d'Orio est située au point kilométrique (PK) 10,8 de la ligne principale Chikuhō et au PK 30,1 de la ligne principale Kagoshima.

## Histoire
La gare a été inaugurée le 28 février 1891.

## Service des voyageurs

### Accueil
La gare dispose d'un bâtiment voyageurs ouvert tous les jours, avec des guichets et des automates pour l'achat de titres de transport.

### Desserte
- Ligne principale Kagoshima :
  - voies 3 et 4 : direction Hakata et Kurume
  - voies 4 et 5 : direction Kokura et Mojikō

- Ligne principale Chikuhō :
  - voie 6 : direction Nōgata et Iizuka
  - voie 7 : direction Wakamatsu

- Ligne Fukuhoku Yutaka :
  - voie A : direction Iizuka, Sasaguri et Hakata
  - voie B : direction Kurosaki